# 蚕網
蚕網（かいこあみ）とは、養蚕の際に使われる道具。蚕に桑を与える時、蚕の糞や食べかすを取り除くために使う網。

## 用途
餌のクワを蚕に与える際、排泄される糞や生じる食べかすを除外するために使用される。
蚕の育成に使われる蚕籠の上に被せ、その上に餌のクワを載せる。
蚕が餌を食べたら載せている網ごと持ち上げる。その際に糞や食べかすが蚕籠に落ちる。
処理後は別の蚕籠に蚕を載せた網を移し、糞、食べかすが積もった籠を掃除する。

## 形状
セットで用いる蚕籠とほぼ同じサイズで、4,5cmほど編目を編む。材料は藁が多い。茅製のものもある。
蚕がまだ幼い内は木綿や麻の糸から作られた糸網を用いる。糸網は分箔網とも呼ばれる。分箔とは成長期の蚕を網ごと掬いあげ二枚の蚕籠に分けて移すことで活動範囲を拡張して成長を促す行為である。